# Stephanostomum ditrematis
Stephanostomum ditrematis är en plattmaskart. Stephanostomum ditrematis ingår i släktet Stephanostomum och familjen Acanthocolpidae. Inga underarter finns listade i Catalogue of Life.